# Орестида

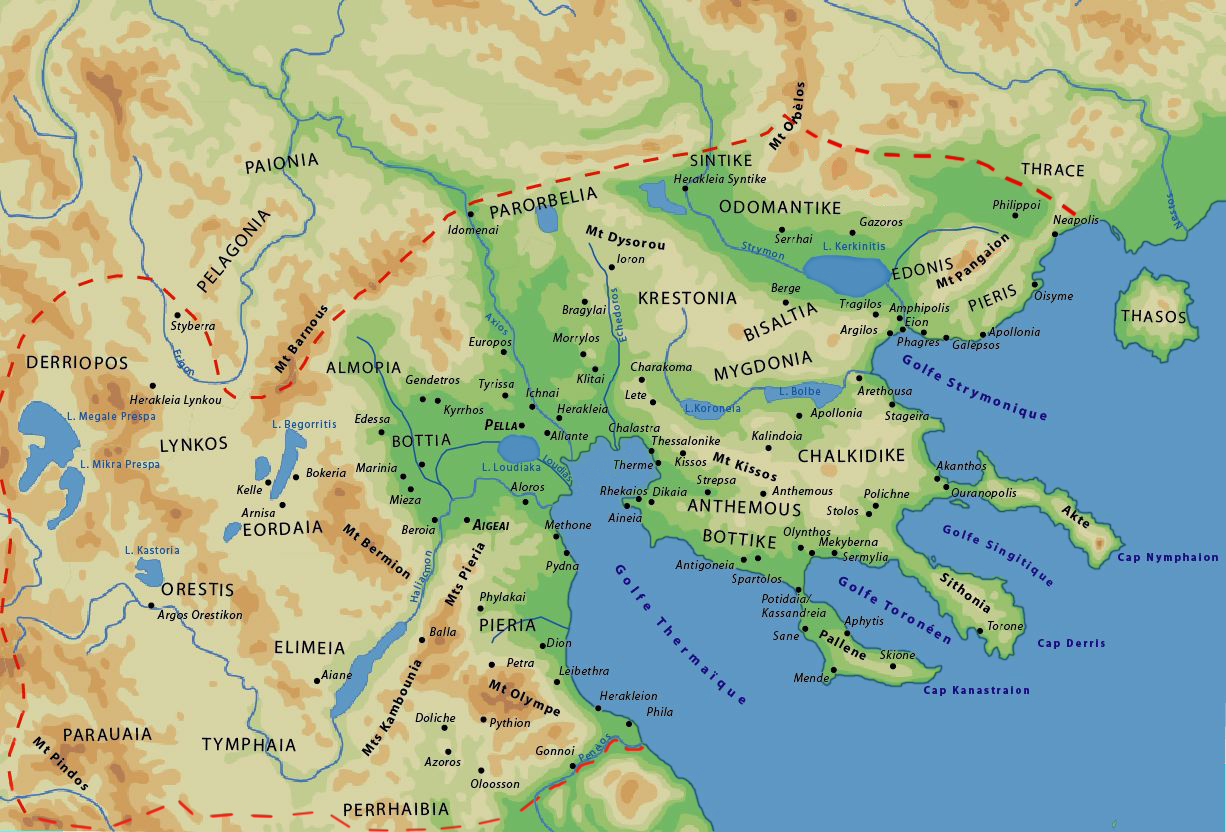
Карта Древней Македонии с указанием основных античных полисов

Орестида (др.-греч. Ορέστης) — горная область в Верхней Македонии, севернее Элимеи и Тимфеи, вдоль реки Галиакмон (ныне Альякмон) в её верхнем течении, у горы Бойона.
Жители называли себя орестами (орестийцами, др.-греч. Ὀρέσται, лат. Orestae). Страбон сообщает: 
Как передают, Орест некогда овладел Орестиадой (будучи в изгнании за убийство матери) и оставил за этой страной прозвище, данное по его имени. Он основал также город и назвал его Орестовым Аргосом.
Имя Орест (Ὀρέστης) происходит от ὀρείτης — «горный житель, горец» от ὄρος — «гора, возвышенность».
Сначала оресты были независимыми, а потом попали под господство македонян. Римляне опять дали им свободу.
Орестидой в первой половине V века до н. э. управлял Антиох.
Заселена с неолитической эпохи. Близ современного села Диспилио археологами обнаружено поселение с домами на сваях (5500—3500 до н. э.), где была найдена табличка с текстом, датированная около 5260 года до н. э. (один из древнейших в мире памятников письменности). В Орестиде находился древний укреплённый город Келетр (Κήλητρον ή Κέλετρον, лат. Celetrum) на полуострове, омываемом озером. На месте города Келетр император Диоклетиан построил город Диоклетианополь. В Диоклетианополе существовала епископская кафедра. Близ Диоклетианополя при императоре Юстиниане I была основана Кастория.